# École d'entrepreneurship de Beauce

Logo de l'institution.

L'École d'entrepreneurship de Beauce (EEB) est une école située à Saint-Georges, au Québec. Fondée en 2010 par Marc Dutil dans l'ancienne auberge Benedict Arnold, cette école est destinée aux entrepreneurs qui veulent parfaire leurs habilités et partager le vécu d'entrepreneurs de renom qui ont marqué le paysage économique québécois. Elle serait la seule école pour chef d'entreprise au Canada[source insuffisante].
En 2012, elle comprend une soixantaine de mentors, ou « entrepreneurs-entraîneurs », qui y animent des ateliers auprès d'une trentaine d'entrepreneurs-athlètes qui composent chacune des sessions d'étudiants. En 2019, elle regroupe plus de 150 « entrepreneurs-entraîneurs ».
L'école d'entrepreneurship de Beauce n'est pas rattachée au système d'éducation québécois public.
Jusqu'en 2014, elle est dirigée par Nathaly Riverin. Depuis 2014, Isabelle Leber assure la direction.

## Entrepreneurs-entraîneurs
Voici une liste d'entrepreneurs-entraîneurs qui ont déjà « enseigné » à l'école :
- Régis Labeaume (hiver 2012)[5]
- Jean Coutu (automne 2011)[5]
- Laurent Beaudoin[5]
- Robert Dutton[6]
- Catherine Privé[5]
- Alain Lemaire[5]
- Pierre Pomerleau[5]
- Placide Poulin[5]
- Charles Sirois[5]
- Marc Dutil
- Martin Deschênes
- Gregory Charles
- Daniel Pelletier
- Gérard Trudeau
- Jean Laflamme
- Louis Têtu
- Dominique Brown
- Evelyne Biron
- Bruni Surin
- Mario Girard